# أبو عويس
أبو عويس هو مؤسس ونائب قائد كتيبة ثوار طرابلس المدعومة قطريًا والتي ظهرت إبّان الحرب الأهلية الليبية عام 2011.